# Campeonato Europeo de Triatlón de 1992
El VIII Campeonato Europeo de Triatlón se celebró en Lommel (Bélgica) el 5 de julio de 1992 bajo la organización de la Unión Europea de Triatlón (ETU) y la Federación Belga de Triatlón.

## Resultados
| Evento    | Oro                               | Plata                             | Bronce                           |
| --------- | --------------------------------- | --------------------------------- | -------------------------------- |
| Masculino | Spencer Smith Reino Unido 1:48:37 | Simon Lessing Reino Unido 1:49:05 | Glenn Cook Reino Unido 1:49:15   |
| Femenino  | Sonja Krolik · Alemania · 2:02:47 | Lone Larsen Dinamarca 2:03:43     | Ute Schäfer · Alemania · 2:04:08 |

## Medallero
| Núm. | País        | Oro | Plata | Bronce | Total |
| ---- | ----------- | --- | ----- | ------ | ----- |
| 1    | Reino Unido | 1   | 1     | 1      | 3     |
| 2    | Alemania    | 1   | 0     | 1      | 2     |
| 3    | Dinamarca   | 0   | 1     | 0      | 1     |
|      | TOTAL       | 2   | 2     | 2      | 6     |